# Terje Næss
Terje Næss (* 6. August 1961) ist ein ehemaliger norwegischer Marathonläufer.
Er wurde je zweimal norwegischer Meister im Halbmarathon (1990 und 1999) und im Marathonlauf (1999 und 2000). Auf den verschiedenen Crosslaufdistanzen errang er insgesamt drei nationale Titel.
1993 wurde er beim Frankfurt-Marathon Dritter in 2:13:11 h, im Jahr darauf gewann er diesen Lauf in 2:13:19 h. 1995 wurde er Zweiter beim Houston-Marathon mit seiner persönlichen Bestzeit von 2:11:56 h und kam beim Marathon der Weltmeisterschaften in Göteborg auf den 19. Platz.
Bei den Weltmeisterschaften 1997 in Athen belegte er den 47. Rang.

## Persönliche Bestzeiten
- 10.000 m: 29:26,51 min, 4. August 1991, Bergen
- Halbmarathon: 1:02:57 h, 1. April 1990, Egersund
- Marathon: 2:11:56 h, 15. Januar 1995, Houston